# Kapliczka św. Rocha i św. Sebastiana w Łodzi
Kapliczka św. Rocha i św. Sebastiana – jedna z dwóch barokowych kapliczek drewnianych, znajdujących się przy ul. Wycieczkowej 75 w Łodzi-Łagiewnikach. Razem z kapliczką św. Antoniego zachowała się do czasów obecnych jako jedyne z całego zespołu franciszkańskich kaplic łagiewnickich, liczącego sześć obiektów.

## Historia
Kapliczka pochodzi z początku XVIII wieku. Możliwe jest, że do jej budowy użyto drewna z rozebranego pierwotnego kościoła franciszkańskiego z lat 70. XVII wieku, kiedy to w pobudowano obecny, murowany kościół pod wezwaniem św. Antoniego w stylu barokowym.
Kapliczka ma konstrukcję zrębową, płaski strop i barokowy, nadwieszony chór. W ołtarzu z XVIII w. mieści się odnowiony obraz św. Rocha, zaś na ścianach obok zawieszone są dwie tablice wotywne.
Obie kapliczki jako jedyne przetrwały II wojnę światową. Cztery inne (kaplica cmentarna św. Walentego, Matki Bożej Anielskiej, największa z całego zespołu kaplica Przemienienia Pańskiego oraz kapliczka-domek o. Rafała) zostały zniszczone przez niemieckich okupantów w latach 1941–1943.
Ponieważ z biegiem czasu kapliczki były w złym stanie technicznym i wymagały remontu, w latach sześćdziesiątych XX w. przeprowadzono gruntowny remont. Wykonano wtedy nową podmurówkę, zaimpregnowano deski ścian kaplic, położono nowe dachy i wymieniono okna. W 1970 r. obie kapliczki, chętnie odwiedzane przez okolicznych mieszkańców oraz przyjezdnych, wpisano do rejestru zabytków.
Początek XXI w. upłynął pod znakiem kolejnych remontów obu kapliczek (w latach 2003–2006). Zakonserwowano i uzupełniono wówczas szalunek zewnętrzny, wyremontowano konstrukcje dachowe i odnowiono drzwi.

## Galeria zdjęć

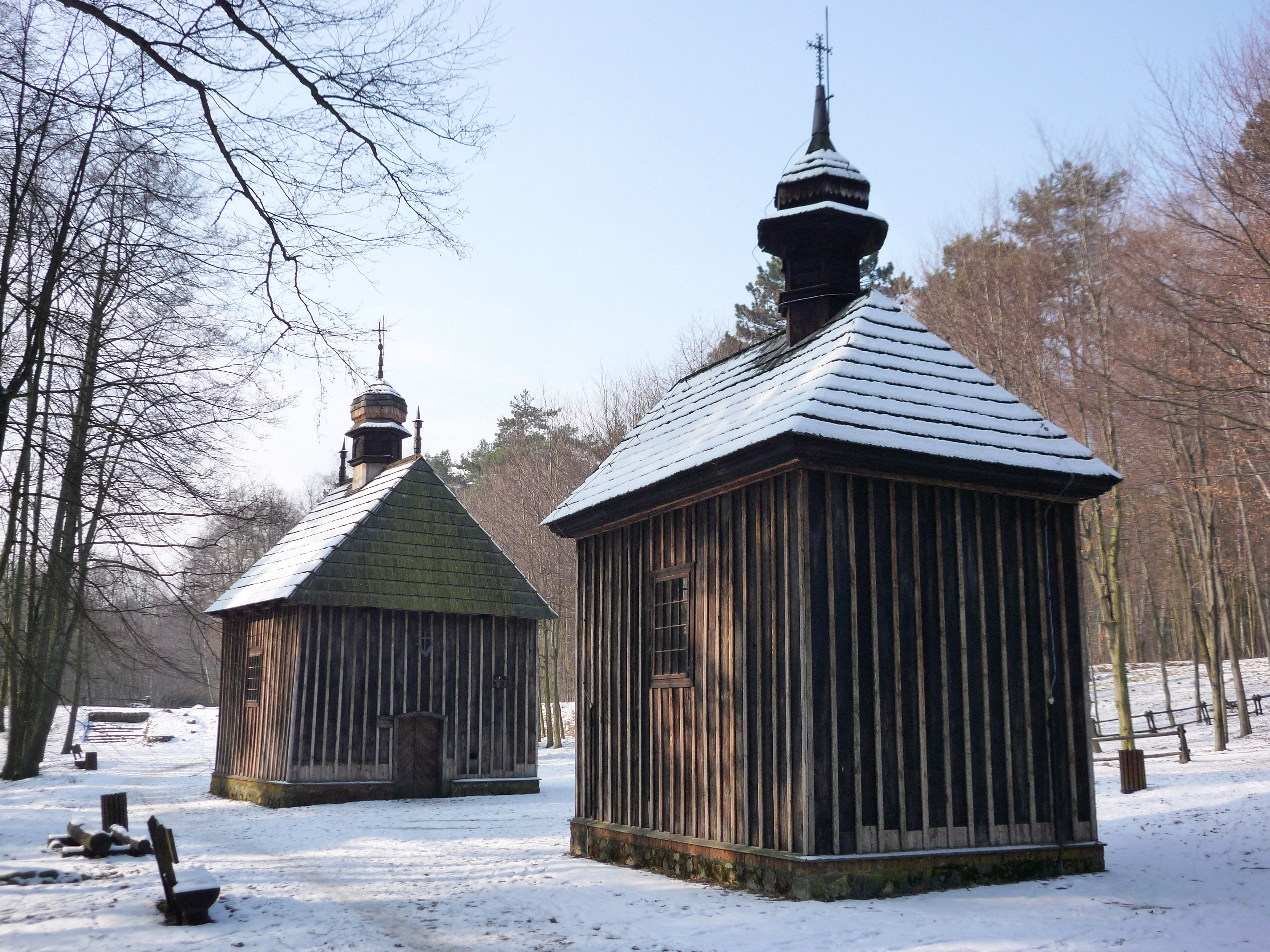
Obie kapliczki w zimowej szacie
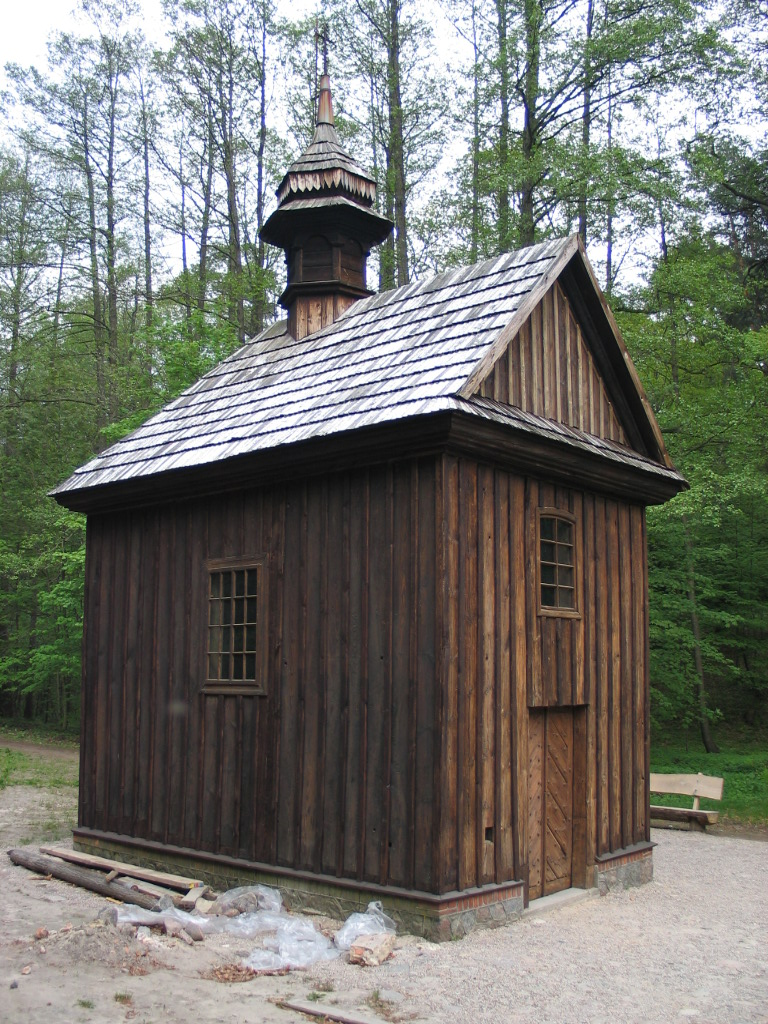
Kapliczka św. Rocha i św. Sebastiana
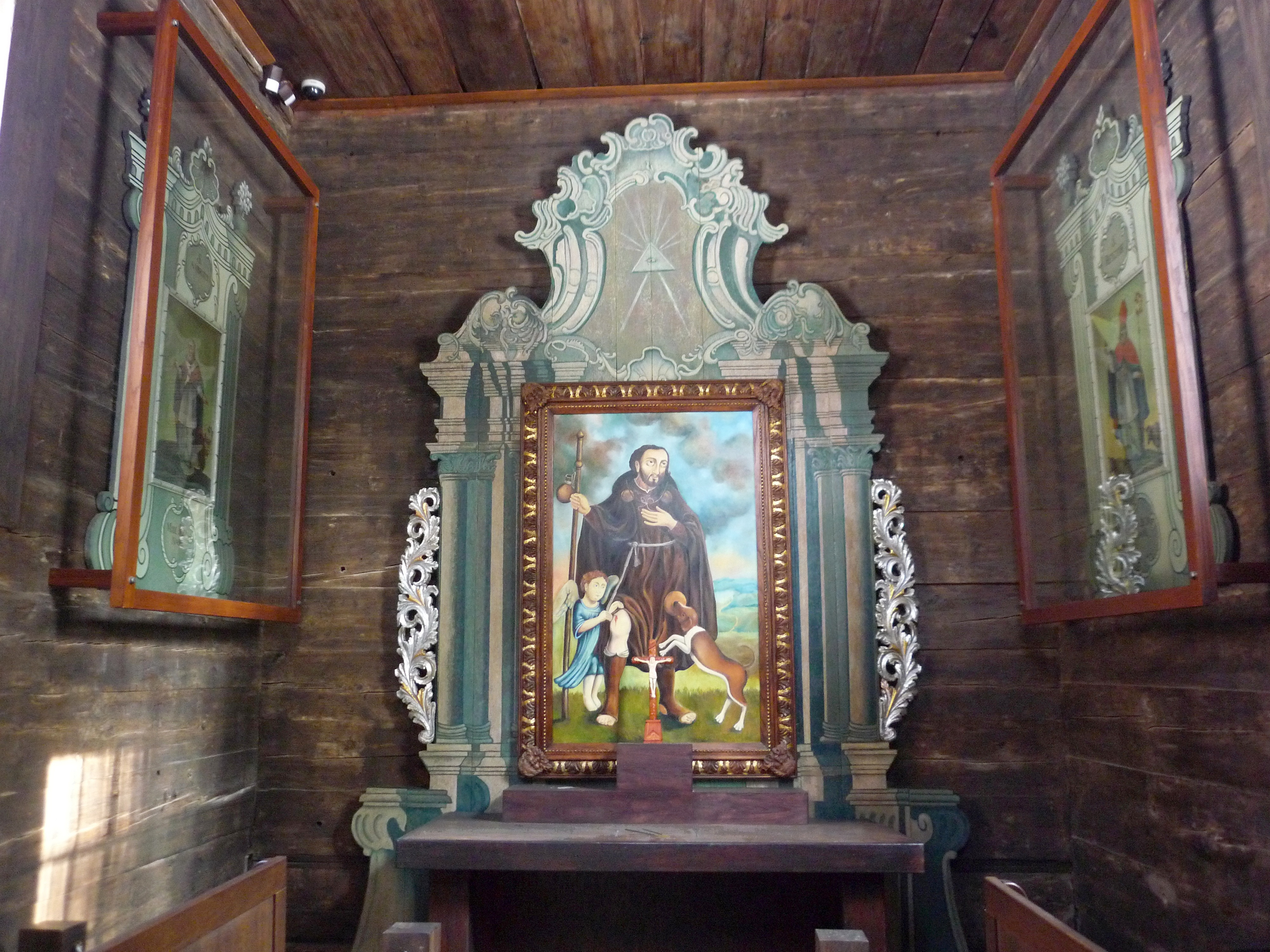
W kapliczce św. Rocha i św. Sebastiana

## Linki i materiały źródłowe
- Sanktuarium św. Antoniego i losy kapliczek w Łodzi-Łagiewnikach (informacje ze strony głównej)
- Piotr Mielczarek OFMConv., Łagiewniki – kościół i klasztor Franciszkanów. Wydawnictwo Ojców Franciszkanów, Niepokalanów, 1995, ISBN 83-86412-15-1
- Historia kapliczek i sanktuarium św. Antoniego w Łodzi-Łagiewnikach (z oficjalnej strony franciszkanów - OFMConv.)
- Drewniane kapliczki w Łagiewnikach na stronie Towarzystwa Opieki nad Zabytkami